# David Swinson Maynard

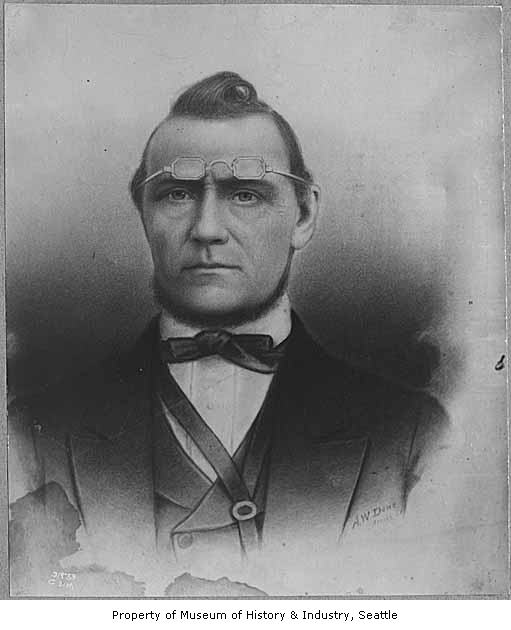
David Swinson Maynard

El pionero y doctor David Swinson "Doc" Maynard (1808 - 13 de marzo de 1873) se asentó en Seattle cuando aun era un pequeño poblado llamado Duwamps. Su cabaña fue levantada en lo que ahora es la histórica Pioneer Square. Junto con William Bell, Arthur Denny, David Denny, Henry Yesler and Carson Boren, es considerado uno de los padre fundadores de Seattle. Era un defensor de los derechos de los amerindios (al menos en lo relacionado con los otros colonos) y un constante partidario de Seattle, recorriéndose de arriba abajo la costa, siempre esperando atraer a más colonos de habilidades valiosas. Una disputa con las otras familias fundadoras respecto al trazado de la red de calles resultó en la maraña de calles a lo largo de Yesler Way, la parte norte que reivindicaba.
Maynard, que llegó al área de Seattle separado de la Denny Party, tuvo una conducta bastante diferente de la de los acérrimos metodistas de Arthur Denny. Vivió a la vez con su esposa y su exesposa, bebía licor (mientras que los Partidarios de Denny eran mayormente abstemios) y deliberadamente encontró a alguien con quien abrir un buen hotel y burdel en Seattle, dirigido por Mother Damnable, creyendo que la prostitución era esencial para el éxito económico de un pueblo de frontera de la época. Aunque era originalmente uno de los mayores terratenientes y más fuertes propulsores, no prosperó necesariamente con la ciudad; una de las razones para explicar esto parece haber sido que sus relaciones amistosas con el Jefe Seattle y otros nativos le hacía ser sospechoso ante los colonos, sus política demócrata era menos que ideal para una región cada vez más republicana, sus gestos cívicos ayudaban a otros que no siempre le devolvían la ayuda, y su afición a la bebida le hicieron probablemente menos efectivo al final de su vida.
La Avenida Maynard Sur y el Maynard Alley de Seattle hacen honor en su nombre, así con el Pioner Square bar.